# Saud Al-Otaibi
Saud Al-Otaibi (Arabia Saudita; 3 de noviembre de 1969) es un exfutbolista de Arabia Saudita que jugaba en la posición de Guardameta.

## Carrera

### Club
| Periodo   | Club         |
| --------- | ------------ |
| 1986-1996 | Al-Shabab FC |
| 1996-1999 | Ittihad FC   |

### Selección nacional
Jugó con Arabia Saudita en dos ocasiones en 1992, participó en la Copa Rey Fahd 1992 y en dos ediciones de la Copa Asiática, pero no jugó en la edición de 1988.

## Logros

### Club
- Liga Profesional Saudí: 5

1990–91, 1991–92, 1992–93, 1996-97, 1998-99
- Copa del Príncipe de la Corona Saudí: 3

1993, 1996, 1997
- Liga de Campeones Árabe: 1

1992
- Supercopa Árabe: 1

1996
- Recopa Árabe: 1

1999
- Copa de Clubes Campeones del Golfo: 3

1993, 1994, 1999
- Copa Federación de Arabia Saudita: 4

1992, 1993, 1997, 1999

### Selección nacional
- Copa Asiática: 1

1988